# Arcypterini
Az Arcypterini az egyenesszárnyúak (Orthoptera) rendjébe sorolt sáskafélék (Acrididae) Gomphocerinae alcsaládjának egyik nemzetsége közel két tucat nemmel.

## Magyarországon honos fajok
- Arcyptera nem:
  - szép hegyisáska (feketetérdű sáska, Arcyptera fusca)
- Pararcyptera nem:
  - rövidszárnyú hegyisáska (sztyepplejtősáska, Pararcyptera microptera, Arcyptera microptera) — Magyarországon védett; természetvédelmi értéke 10 000 Ft
- Podismopsis nem:
  - Podismopsis transsylvanica